# Abierto de Australia 2021
El Abierto de Australia 2021 fue un torneo de tenis celebrado en las pistas de superficie dura del Melbourne Park, situado en Melbourne (Australia). El campeonato se celebró entre el 8 y 21 de febrero de 2021. Se trató de la 109.ª edición del Abierto y el primer torneo de Grand Slam de 2021. Contó con eventos individuales y por parejas de tanto masculinos, como femeninos, además de dobles mixtos y silla de ruedas. La modalidad de júnior fue cancelada por cuestiones de seguridad debido a la Pandemia de COVID-19.

## Torneo

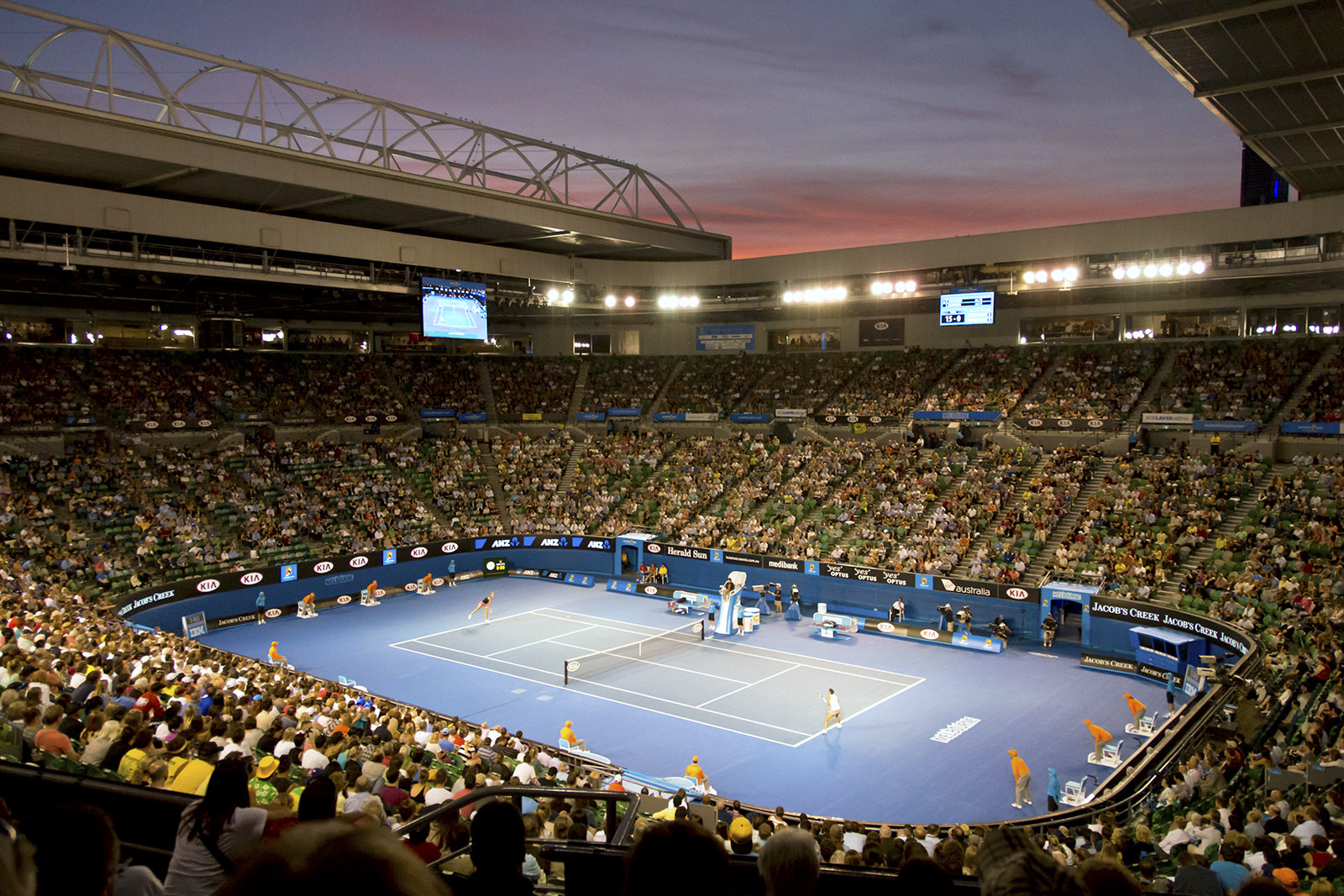
Rod Laver Arena, estadio en donde se realizarán las finales del Australian Open

El Abierto de Australia 2021 fue la edición 109na del torneo y se celebró en Melbourne Park en Melbourne, Victoria, Australia.
El torneo fue dirigido por la Federación Internacional de Tenis (ITF) y es parte del calendario 2021 del ATP Tour y de la WTA Tour bajo la categoría de Grand Slam. El torneo consiste en dos cuadros de las modalidades de individuales y dobles tanto para hombres como para mujeres, así mismo como un evento de dobles mixtos. Hay cuadros de individuales y dobles también para jugadores juniors, jóvenes y señoritas (jugadores menores de 18). Hay también competiciones en individuales y dobles para varones y damas en Tenis adaptado.
Este evento cuenta con una particularidad ya que al ver que empiezan a llegar las principales figuras de tenis mundial, pues tendrán que hacer una larga cuarentena, debido a la emergencia que vive el mundo por la Pandemia por COVID-19, ante todo para evitar el contagio masivo.
A pesar de que en la mayoría de los eventos deportivos están suspendidos y/o restringidos por los mayores organismos del mundo, obedeciendo la mayor parte de ellos al OMS debido a la Pandemia por COVID-19, pues los organizadores decidieron que haya presencia de público, desafiando abiertamente los protocolos de bioseguridad emanados por la OMS, ya provocando un revuelo y estupefacción en todo el mundo ante los golpes de la sucesivas olas de contagios y muerte que esta provocando el COVID-19, y en sus variantes, brasileña, británica y por si la africana que están remeciendo al mundo, en general.

## Puntos y premios

### Distribución de puntos

#### Séniors
| Evento               | G    | F    | SF  | CF  | R16 | R32 | R64 | R128 | C  | C3 | C2 | C1 |
| Individual masculino | 2000 | 1200 | 720 | 360 | 180 | 90  | 45  | 10   | 25 | 16 | 8  | 0  |
| Dobles masculino     | 2000 | 1200 | 720 | 360 | 180 | 90  | 0   | —    | —  | —  | —  | —  |
| Individual femenino  | 2000 | 1300 | 780 | 430 | 240 | 130 | 70  | 10   | 40 | 30 | 20 | 2  |
| Dobles femenino      | 2000 | 1300 | 780 | 430 | 240 | 130 | 10  | —    | —  | —  | —  | —  |

| Evento           | G    | F    | SF   | CF   |
| Individual       | 1800 | 1500 | 1375 | 1100 |
| Dobles           | 1800 | 1500 | 1100 | —    |
| Quad* Individual | 1800 | 1500 | 1100 | —    |
| Quad* Dobles     | 1800 | 1100 | —    | —    |

| Evento               | G   | F   | SF  | CF  | R16 | R32 | C  | C3 |
| Individual masculino | 375 | 270 | 180 | 120 | 75  | 30  | 25 | 20 |
| Individual femenino  | 375 | 270 | 180 | 120 | 75  | 30  | 25 | 20 |
| Dobles masculino     | 570 | 380 | 220 | 175 | 95  | —   | —  | —  |
| Dobles femenino      | 570 | 380 | 220 | 175 | 95  | —   | —  | —  |

## Actuación de los jugadores en el torneo

### Individual masculino
| Campeón                        | Campeón                 | Finalista                    | Finalista                  |
| ------------------------------ | ----------------------- | ---------------------------- | -------------------------- |
| colspan="2" Novak Djokovic [1] | Daniil Medvédev [4]     | Daniil Medvédev [4]          |                            |
| Semifinalistas                 |                         |                              |                            |
| Aslán Karatsev [Q]             | Aslán Karatsev [Q]      | Stefanos Tsitsipas [5]       | Stefanos Tsitsipas [5]     |
| Eliminados en cuartos de final |                         |                              |                            |
| Alexander Zverev [6]           | Grigor Dimitrov [18]    | Andréi Rubliov [7]           | Rafael Nadal [2]           |
| Eliminados en 4.ª ronda        |                         |                              |                            |
| Milos Raonic [14]              | Dušan Lajović [23]      | Dominic Thiem [3]            | Félix Auger-Aliassime [20] |
| Casper Ruud [24]               | Mackenzie McDonald [PR] | Matteo Berrettini [9]        | Fabio Fognini [16]         |
| Eliminados en 3.ª ronda        |                         |                              |                            |
| Taylor Fritz [27]              | Márton Fucsovics        | Pedro Martínez               | Adrian Mannarino [32]      |
| Nick Kyrgios                   | Pablo Carreño [15]      | Denis Shapovalov [11]        | Diego Schwartzman [8]      |
| Feliciano López                | Radu Albot              | Lloyd Harris                 | Filip Krajinović [28]      |
| Mikael Ymer                    | Karen Jachanov [19]     | Álex de Miñaur [21]          | Cameron Norrie             |
| Eliminados en 2.ª ronda        |                         |                              |                            |
| Frances Tiafoe                 | Reilly Opelka           | Stan Wawrinka [17]           | Corentin Moutet            |
| Emil Ruusuvuori                | Aleksandr Búblik        | Miomir Kecmanović            | Maxime Cressy [Q]          |
| Dominik Koepfer                | Ugo Humbert [29]        | Alex Bolt [WC]               | Jiří Veselý                |
| Bernard Tomic [Q]              | James Duckworth         | Egor Gerasimov               | Alexandre Müller [LL]      |
| Thiago Monteiro                | Lorenzo Sonego [31]     | Tommy Paul                   | Christopher O'Connell [WC] |
| Alexei Popyrin [WC]            | Borna Ćorić [22]        | Pablo Andújar                | Roberto Carballés          |
| Thanasi Kokkinakis [WC]        | Carlos Alcaraz [Q]      | Ričardas Berankis            | Tomáš Macháč [Q]           |
| Salvatore Caruso               | Pablo Cuevas            | Román Safiulin [Q]           | Michael Mmoh [Q]           |
| Eliminados en 1.ª ronda        |                         |                              |                            |
| Jérémy Chardy                  | Stefano Travaglia       | Yen-Hsun Lu [PR]             | Albert Ramos               |
| Pedro Sousa                    | Marc Polmans [WC]       | John Millman                 | Federico Coria             |
| Gaël Monfils [10]              | Yoshihito Nishioka      | Aljaž Bedene                 | Sergiy Stakhovsky [Q]      |
| Dennis Novak                   | Kamil Majchrzak         | Taro Daniel [LL]             | Marcos Giron               |
| Mijaíl Kukushkin               | Hugo Dellien [LL]       | Frederico Ferreira Silva [Q] | Yasutaka Uchiyama          |
| Marin Čilić                    | Norbert Gomboš          | Kimmer Coppejans [Q]         | Kei Nishikori              |
| Jannik Sinner                  | Yūichi Sugita           | Damir Džumhur [LL]           | Cedrik-Marcel Stebe [LL]   |
| Benoît Paire [25]              | Gianluca Mager          | Juan Ignacio Lóndero         | Elias Ymer                 |
| Yannick Hanfmann               | Andrej Martin           | Tu Li [WC]                   | Sam Querrey                |
| Jordan Thompson                | Nikoloz Basilashvili    | Jan-Lennard Struff           | Roberto Bautista [12]      |
| David Goffin [13]              | Mikael Torpegaard [LL]  | Marco Cecchinato             | Guido Pella                |
| Robin Haase [LL]               | Quentin Halys [Q]       | Attila Balázs                | Vasek Pospisil             |
| Gilles Simon                   | Soon Woo Kwon           | Botic van de Zandschulp [Q]  | Hubert Hurkacz [26]        |
| Aleksandar Vukic [WC]          | Sumit Nagal [WC]        | Mario Vilella [Q]            | Kevin Anderson             |
| Pierre-Hugues Herbert          | Henri Laaksonen [Q]     | Andreas Seppi                | Tennys Sandgren            |
| Daniel Evans [30]              | Ilya Ivashka            | Viktor Troicki [Q]           | Laslo Djere                |

### Individual femenino
| Campeona                       | Campeona                   | Finalista             | Finalista                 |
| ------------------------------ | -------------------------- | --------------------- | ------------------------- |
| Naomi Osaka [3]                | Naomi Osaka [3]            | Jennifer Brady [22]   | Jennifer Brady [22]       |
| Semifinalistas                 |                            |                       |                           |
| Karolína Muchová [25]          | Karolína Muchová [25]      | Serena Williams [10]  | Serena Williams [10]      |
| Eliminadas en Cuartos de final |                            |                       |                           |
| Ashleigh Barty [1]             | Jessica Pegula             | Su-Wei Hsieh          | Simona Halep [2]          |
| Eliminadas en 4.ª ronda        |                            |                       |                           |
| Shelby Rogers                  | Elise Mertens [18]         | Donna Vekić [28]      | Elina Svitólina [5]       |
| Markéta Vondroušová [19]       | Garbiñe Muguruza [14]      | Aryna Sabalenka [7]   | Iga Świątek [15]          |
| Eliminadas en 3.ª ronda        |                            |                       |                           |
| Ekaterina Alexandrova [29]     | Anett Kontaveit [21]       | Belinda Bencic [11]   | Karolína Plíšková [6]     |
| Kaia Kanepi                    | Kaja Juvan [Q]             | Kristina Mladenovic   | Yulia Putintseva [26]     |
| Sara Errani [Q]                | Sorana Cîrstea             | Zarina Diyas          | Ons Jabeur [27]           |
| Ann Li                         | Anastasia Potapova         | Fiona Ferro           | Veronika Kudermétova [32] |
| Eliminadas en 2.ª ronda        |                            |                       |                           |
| Daria Gavrilova [WC]           | Barbora Krejčíková         | Heather Watson        | Olga Danilović [Q]        |
| Svetlana Kuznetsova            | Lin Zhu                    | Mona Barthel [PR]     | Danielle Collins          |
| Sofia Kenin [4]                | Nadia Podoroska            | Madison Brengle       | Mayar Sherif [Q]          |
| Samantha Stosur [WC]           | Nao Hibino                 | Alison Van Uytvanck   | Cori Gauff                |
| Bianca Andreescu [8]           | Venus Williams             | Rebecca Marino [Q]    | Petra Kvitová [9]         |
| Liudmila Samsónova [Q]         | Bernarda Pera              | Anna Schmiedlová [LL] | Caroline Garcia           |
| Daria Kasátkina                | Alizé Cornet               | Tímea Babos [Q]       | Nina Stojanović           |
| Camila Giorgi                  | Elena Rybakina [17]        | Varvara Gracheva      | Ajla Tomljanović          |
| Eliminadas en 1.ª ronda        |                            |                       |                           |
| Danka Kovinić                  | Sara Sorribes              | Saisai Zheng          | Martina Trevisan          |
| Aliaksandra Sasnóvich          | Kristýna Plíšková          | Francesca Jones [Q]   | Petra Martić [16]         |
| Lauren Davis                   | Barbora Strýcová           | Whitney Osuigwe       | Leylah Annie Fernandez    |
| Jeļena Ostapenko               | Elisabetta Cocciaretto [Q] | Ana Bogdan            | Jasmine Paolini           |
| Maddison Inglis [WC]           | Anastasija Sevastova       | Christina McHale      | Yafan Wang                |
| Aliona Bolsova                 | Arina Rodiónova            | Chloé Paquet [Q]      | Johanna Konta [13]        |
| Victoria Azárenka [12]         | Destanee Aiava [WC]        | Astra Sharma [WC]     | María Sákkari [20]        |
| Sloane Stephens                | Clara Burel [Q]            | Jil Teichmann         | Marie Bouzková            |
| Mihaela Buzărnescu [LL]        | Tsvetana Pironkova [Q]     | Kirsten Flipkens      | Qiang Wang [30]           |
| Rebecca Peterson               | Kimberly Birrell [WC]      | Patricia Maria Țig    | Greet Minnen [Q]          |
| Margarita Gasparyan [LL]       | Paula Badosa               | Tamara Zidanšek       | Angelique Kerber [23]     |
| Andrea Petković                | Mayo Hibi [Q]              | Polona Hercog         | Anastasia Pavlyuchenkova  |
| Viktória Kužmová               | Katie Boulter [PR]         | Valeria Savinykh [Q]  | Shuai Zhang [31]          |
| Alison Riske [24]              | Ysaline Bonaventure [LL]   | Irina-Camelia Begu    | Laura Siegemund           |
| Arantxa Rus                    | Yaroslava Shvédova [PR]    | Kateřina Siniaková    | Vera Zvonareva [PR]       |
| Marta Kostyuk                  | Anna Blinkova              | Misaki Doi            | Lizette Cabrera [WC]      |

## Sumario

### Día 1 (8 de febrero)
- Cabezas de serie eliminados:
  - Individual masculino:  Gaël Monfils [10],  Benoît Paire [25]
  - Individual femenino:  Angelique Kerber [23],  Alison Riske [24],  Qiang Wang [30]
- Orden de juego

| Partidos en los estadios principales                 | Partidos en los estadios principales | Partidos en los estadios principales | Partidos en los estadios principales |
| Partidos en la Rod Laver Arena                       | Partidos en la Rod Laver Arena       | Partidos en la Rod Laver Arena       | Partidos en la Rod Laver Arena       |
| Modalidad                                            | Ganadores                            | Perdedores                           | Resultado                            |
| ---------------------------------------------------- | ------------------------------------ | ------------------------------------ | ------------------------------------ |
| Individual femenino - Primera ronda                  | Naomi Osaka [3]                      | Anastasia Pavlyuchenkova             | 6-1, 6-2                             |
| Individual femenino - Primera ronda                  | Serena Williams [10]                 | Laura Siegemund                      | 6-1, 6-1                             |
| Individual masculino - Primera ronda                 | Dominic Thiem [3]                    | Mijaíl Kukushkin                     | 7-6(7-2), 6-2, 6-3                   |
| Individual femenino - Primera ronda                  | Simona Halep [2]                     | Lizette Cabrera [WC]                 | 6-2, 6-1                             |
| Individual masculino - Primera ronda                 | Novak Djokovic [1]                   | Jérémy Chardy                        | 6-3, 6-1, 6-2                        |
| Partidos en la Margaret Court Arena                  |                                      |                                      |                                      |
| Modalidad                                            | Ganadores                            | Perdedores                           | Resultado                            |
| Individual femenino - Primera ronda                  | Venus Williams                       | Kirsten Flipkens                     | 7-5, 6-2                             |
| Individual femenino - Primera ronda                  | Bernarda Pera                        | Angelique Kerber [23]                | 6-0, 6-4                             |
| Individual masculino - Primera ronda                 | Alexander Zverev [6]                 | Marcos Giron                         | 6-7(8-10), 7-6(7-5), 6-3, 6-2        |
| Individual femenino - Primera ronda                  | Petra Kvitová [9]                    | Greet Minnen [Q]                     | 6-3, 6-4                             |
| Individual masculino - Primera ronda                 | Denis Shapovalov [11]                | Jannik Sinner                        | 3-6, 6-3, 6-2, 4-6, 6-4              |
| Partidos en la Melbourne Arena                       |                                      |                                      |                                      |
| Modalidad                                            | Ganadores                            | Perdedores                           | Resultado                            |
| Individual masculino - Primera ronda                 | Stan Wawrinka [17]                   | Pedro Sousa                          | 6-3, 6-2, 6-4                        |
| Individual femenino - Primera ronda                  | Ajla Tomljanović                     | Misaki Doi                           | 6-2, 6-1                             |
| Individual femenino - Primera ronda                  | Bianca Andreescu [8]                 | Mihaela Buzărnescu [LL]              | 6-2, 4-6, 6-3                        |
| Individual masculino - Primera ronda                 | Nick Kyrgios                         | Frederico Ferreira Silva [Q]         | 6-4, 6-4, 6-4                        |
| Partidos en la 1573 Arena                            |                                      |                                      |                                      |
| Modalidad                                            | Ganadores                            | Perdedores                           | Resultado                            |
| Individual masculino - Primera ronda                 | Milos Raonic [14]                    | Federico Coria                       | 6-3, 6-3, 6-2                        |
| Individual femenino - Primera ronda                  | Iga Świątek [15]                     | Arantxa Rus                          | 6-1, 6-3                             |
| Individual femenino - Primera ronda                  | Ons Jabeur [27]                      | Andrea Petković                      | 6-3, 3-6, 6-4                        |
| Individual masculino - Primera ronda                 | Pablo Carreño [15]                   | Kei Nishikori                        | 7-5, 7-6(7-4), 6-2                   |
| Fondo de color indica un partido de la rama femenina |                                      |                                      |                                      |

### Día 2 (9 de febrero)
- Cabezas de serie eliminados:
  - Individual masculino:  Roberto Bautista [12],  David Goffin [13],  Hubert Hurkacz [26],  Daniel Evans [30]
  - Individual femenino:  Victoria Azárenka [12],  Johanna Konta [13],  Petra Martić [16],  María Sákkari [20],  Shuai Zhang [31]
- Orden de juego

| Partidos en los estadios principales                 | Partidos en los estadios principales | Partidos en los estadios principales | Partidos en los estadios principales |
| Partidos en la Rod Laver Arena                       | Partidos en la Rod Laver Arena       | Partidos en la Rod Laver Arena       | Partidos en la Rod Laver Arena       |
| Modalidad                                            | Ganadores                            | Perdedores                           | Resultado                            |
| ---------------------------------------------------- | ------------------------------------ | ------------------------------------ | ------------------------------------ |
| Individual femenino - Primera ronda                  | Sofia Kenin [4]                      | Maddison Inglis [WC]                 | 7-5, 6-4                             |
| Individual femenino - Primera ronda                  | Elina Svitólina [5]                  | Marie Bouzková                       | 6-3, 7-6(7-5)                        |
| Individual masculino - Primera ronda                 | Rafael Nadal [2]                     | Laslo Djere                          | 6-3, 6-4, 6-1                        |
| Individual femenino - Primera ronda                  | Ashleigh Barty [1]                   | Danka Kovinić                        | 6-0, 6-0                             |
| Individual masculino - Primera ronda                 | Stefanos Tsitsipas [5]               | Gilles Simon                         | 6-1, 6-2, 6-1                        |
| Partidos en la Margaret Court Arena                  |                                      |                                      |                                      |
| Modalidad                                            | Ganadores                            | Perdedores                           | Resultado                            |
| Individual femenino - Primera ronda                  | Garbiñe Muguruza [14]                | Margarita Gasparyan                  | 6-4, 6-0                             |
| Individual femenino - Primera ronda                  | Jessica Pegula                       | Victoria Azárenka [12]               | 7-5, 6-4                             |
| Individual masculino - Primera ronda                 | Daniil Medvédev [4]                  | Vasek Pospisil                       | 6-2, 6-2, 6-4                        |
| Individual masculino - Primera ronda                 | Matteo Berrettini [9]                | Kevin Anderson                       | 7-6(11-9), 7-5, 6-3                  |
| Individual femenino - Primera ronda                  | Daria Gavrilova [WC]                 | Sara Sorribes                        | 6-1, 7-5                             |
| Partidos en la Melbourne Arena                       |                                      |                                      |                                      |
| Modalidad                                            | Ganadores                            | Perdedores                           | Resultado                            |
| Individual masculino - Primera ronda                 | Andréi Rubliov [7]                   | Yannick Hanfmann                     | 6-3, 6-3, 6-4                        |
| Individual femenino - Primera ronda                  | Cori Gauff                           | Jil Teichmann                        | 6-3, 6-2                             |
| Individual masculino - Primera ronda                 | Álex de Miñaur [21]                  | Tennys Sandgren                      | 7-5, 6-1, 6-1                        |
| Individual femenino - Primera ronda                  | Samantha Stosur [WC]                 | Destanee Aiava [WC]                  | 6-4, 6-4                             |
| Partidos en la 1573 Arena                            |                                      |                                      |                                      |
| Modalidad                                            | Ganadores                            | Perdedores                           | Resultado                            |
| Individual femenino - Primera ronda                  | Belinda Bencic [11]                  | Lauren Davis                         | 6-3, 4-6, 6-1                        |
| Individual masculino - Primera ronda                 | Radu Albot                           | Roberto Bautista [12]                | 6-7(1-7), 6-0, 6-4, 7-6(7-5)         |
| Individual femenino - Primera ronda                  | Karolína Plíšková [6]                | Jasmine Paolini                      | 6-0, 6-2                             |
| Individual masculino - Primera ronda                 | Casper Ruud [24]                     | Jordan Thompson                      | 6-3, 6-3, 2-1, ret.                  |
| Individual femenino - Primera ronda                  | Olga Danilović [Q]                   | Petra Martić [16]                    | 7-5, 3-6, 6-4                        |
| Fondo de color indica un partido de la rama femenina |                                      |                                      |                                      |

### Día 3 (10 de febrero)
- Cabezas de serie eliminados:
  - Individual masculino:  Stan Wawrinka [17],  Ugo Humbert [29]
  - Individual femenino:  Bianca Andreescu [8],  Petra Kvitová [9],  Elena Rybakina [17]
  - Dobles masculino:  Henri Kontinen /  Édouard Roger-Vasselin [11]
  - Dobles femenino:  Yingying Duan /  Saisai Zheng [8],  Samantha Stosur /  Shuai Zhang [10]
- Orden de juego

| Partidos en los estadios principales                 | Partidos en los estadios principales | Partidos en los estadios principales | Partidos en los estadios principales   |
| Partidos en la Rod Laver Arena                       | Partidos en la Rod Laver Arena       | Partidos en la Rod Laver Arena       | Partidos en la Rod Laver Arena         |
| Modalidad                                            | Ganadores                            | Perdedores                           | Resultado                              |
| ---------------------------------------------------- | ------------------------------------ | ------------------------------------ | -------------------------------------- |
| Individual femenino - Segunda ronda                  | Su-Wei Hsieh                         | Bianca Andreescu [8]                 | 6-3, 6-2                               |
| Individual femenino - Segunda ronda                  | Serena Williams [10]                 | Nina Stojanović                      | 6-3, 6-0                               |
| Individual masculino - Segunda ronda                 | 🇷🇸 Novak Djokovic [1]                | Frances Tiafoe                       | 6-3, 6-7(3-7), 7-6(7-2), 6-3           |
| Individual femenino - Segunda ronda                  | Naomi Osaka [3]                      | Caroline Garcia                      | 6-2, 6-3                               |
| Individual masculino - Segunda ronda                 | Alexander Zverev [6]                 | Maxime Cressy [Q]                    | 7-5, 6-4, 6-3                          |
| Partidos en la Margaret Court Arena                  |                                      |                                      |                                        |
| Modalidad                                            | Ganadores                            | Perdedores                           | Resultado                              |
| Individual femenino - Segunda ronda                  | Aryna Sabalenka [7]                  | Daria Kasátkina                      | 7-6(7-5), 6-3                          |
| Individual femenino - Segunda ronda                  | Sorana Cîrstea                       | Petra Kvitová [9]                    | 6-4, 1-6, 6-1                          |
| Individual masculino - Segunda ronda                 | Dominic Thiem [3]                    | Dominik Koepfer                      | 6-4, 6-0, 6-2                          |
| Individual masculino - Segunda ronda                 | Simona Halep [2]                     | Ajla Tomljanović                     | 4-6, 6-4, 7-5                          |
| Individual femenino - Segunda ronda                  | Grigor Dimitrov [18]                 | Alex Bolt [WC]                       | 7-6(7-1), 6-1, 6-2                     |
| Partidos en la Melbourne Arena                       |                                      |                                      |                                        |
| Modalidad                                            | Ganadores                            | Perdedores                           | Resultado                              |
| Individual masculino - Segunda ronda                 | Márton Fucsovics                     | Stan Wawrinka [17]                   | 7-5, 6-1, 4-6, 2-6, 7-6(11-9)          |
| Individual femenino - Segunda ronda                  | Sara Errani [Q]                      | Venus Williams                       | 6-1, 6-0                               |
| Individual femenino - Segunda ronda                  | Iga Świątek [15]                     | Camila Giorgi                        | 6-2, 6-4                               |
| Individual masculino - Segunda ronda                 | Nick Kyrgios                         | Ugo Humbert [29]                     | 5-7, 6-4, 3-6, 7-6(7-2), 6-4           |
| Partidos en la 1573 Arena                            |                                      |                                      |                                        |
| Modalidad                                            | Ganadores                            | Perdedores                           | Resultado                              |
| Individual femenino - Segunda ronda                  | Markéta Vondroušová [19]             | Rebecca Marino [Q]                   | 6-1, 7-5                               |
| Individual masculino - Segunda ronda                 | Diego Schwartzman [8]                | Alexandre Müller [LL]                | 6-2, 6-0, 6-3                          |
| Individual femenino - Segunda ronda                  | Garbiñe Muguruza [14]                | Liudmila Samsónova [Q]               | 6-3, 6-1                               |
| Individual masculino - Segunda ronda                 | Taylor Fritz [27]                    | Reilly Opelka                        | 4-6, 7-6(8-6), 6-7(4-7), 7-6(7-5), 6-2 |
| Fondo de color indica un partido de la rama femenina |                                      |                                      |                                        |

### Día 4 (11 de febrero)
- Cabezas de serie eliminados:
  - Individual masculino:  Borna Ćorić [22],  Lorenzo Sonego [31]
  - Individual femenino:  Sofia Kenin [4]
  - Dobles masculino:  Marcel Granollers /  Horacio Zeballos [3],  Jérémy Chardy /  Fabrice Martin [12],  Robin Haase /  Oliver Marach [13],  Sander Gillé /  Joran Vliegen [14]
  - Dobles femenino:  Hao-Ching Chan /  Yung-Jan Chan [5],  Anna Blinkova /  Veronika Kudermétova [15]
- Orden de juego

| Partidos en los estadios principales                 | Partidos en los estadios principales | Partidos en los estadios principales | Partidos en los estadios principales |
| Partidos en la Rod Laver Arena                       | Partidos en la Rod Laver Arena       | Partidos en la Rod Laver Arena       | Partidos en la Rod Laver Arena       |
| Modalidad                                            | Ganadores                            | Perdedores                           | Resultado                            |
| ---------------------------------------------------- | ------------------------------------ | ------------------------------------ | ------------------------------------ |
| Individual femenino - Segunda ronda                  | Karolína Plíšková [6]                | Danielle Collins                     | 7-5, 6-2                             |
| Individual femenino - Segunda ronda                  | Ashleigh Barty [1]                   | Daria Gavrilova [WC]                 | 6-1, 7-6(9-7)                        |
| Individual masculino - Segunda ronda                 | Stefanos Tsitsipas [5]               | Thanasi Kokkinakis [WC]              | 6-7(5-7), 6-4, 6-1, 6-7(5-7), 6-4    |
| Individual femenino - Segunda ronda                  | Elina Svitólina [5]                  | Cori Gauff                           | 6-4, 6-3                             |
| Individual masculino - Segunda ronda                 | Rafael Nadal [2]                     | Michael Mmoh [Q]                     | 6-1, 6-4, 6-2                        |
| Partidos en la Margaret Court Arena                  |                                      |                                      |                                      |
| Modalidad                                            | Ganadores                            | Perdedores                           | Resultado                            |
| Individual femenino - Segunda ronda                  | Belinda Bencic [11]                  | Svetlana Kuznetsova                  | 7-5, 2-6, 6-4                        |
| Individual femenino - Segunda ronda                  | Kaia Kanepi                          | Sofia Kenin [4]                      | 6-3, 6-2                             |
| Individual masculino - Segunda ronda                 | Matteo Berrettini [9]                | Tomáš Macháč [Q]                     | 6-3, 6-2, 4-6, 6-3                   |
| Individual masculino - Segunda ronda                 | Álex de Miñaur [21]                  | Pablo Cuevas                         | 6-3, 6-3, 7-5                        |
| Individual femenino - Segunda ronda                  | Jessica Pegula                       | Samantha Stosur [WC]                 | 6-0, 6-1                             |
| Partidos en la Melbourne Arena                       |                                      |                                      |                                      |
| Modalidad                                            | Ganadores                            | Perdedores                           | Resultado                            |
| Individual masculino - Segunda ronda                 | Andréi Rubliov [7]                   | Thiago Monteiro                      | 6-4, 6-4, 7-6(10-8)                  |
| Individual femenino - Segunda ronda                  | Anett Kontaveit [21]                 | Heather Watson                       | 6-7(5-7), 6-4, 6-2                   |
| Individual masculino - Segunda ronda                 | Fabio Fognini [16]                   | Salvatore Caruso                     | 4-6, 6-2, 2-6, 6-3, 7-6(14-12)       |
| Individual masculino - Segunda ronda                 | Daniil Medvédev [4]                  | Roberto Carballés                    | 6-2, 7-5, 6-1                        |
| Partidos en la 1573 Arena                            |                                      |                                      |                                      |
| Modalidad                                            | Ganadores                            | Perdedores                           | Resultado                            |
| Individual femenino - Segunda ronda                  | Elise Mertens [18]                   | Lin Zhu                              | 7-6(10-8), 6-1                       |
| Individual masculino - Segunda ronda                 | Karen Jachanov [19]                  | Ričardas Berankis                    | 6-2, 6-4, 6-4                        |
| Individual femenino - Segunda ronda                  | Jennifer Brady [22]                  | Madison Brengle                      | 6-1, 6-2                             |
| Individual femenino - Segunda ronda                  | Kaja Juvan [Q]                       | Mayar Sherif [Q]                     | 3-6, 7-6(7-2), 6-3                   |
| Fondo de color indica un partido de la rama femenina |                                      |                                      |                                      |

### Día 5 (12 de febrero)
- Cabezas de serie eliminados:
  - Individual masculino:  Diego Schwartzman [8],  Denis Shapovalov [11],  Pablo Carreño [15],  Taylor Fritz [27],  Adrian Mannarino [32]
  - Individual femenino:  Ons Jabeur [27],  Veronika Kudermétova [32]
  - Dobles masculino:  Max Purcell /  Luke Saville [15]
  - Dobles femenino:  Gabriela Dabrowski /  Bethanie Mattek-Sands [6],  Yifan Xu /  Zhaoxuan Yang [11]
  - Dobles mixto:  Hao-Ching Chan /  Juan Sebastián Cabal [4],  Demi Schuurs /  Wesley Koolhof [5],  Yung-Jan Chan /  Ivan Dodig [7]
- Orden de juego

| Partidos en los estadios principales                 | Partidos en los estadios principales  | Partidos en los estadios principales         | Partidos en los estadios principales |
| Partidos en la Rod Laver Arena                       | Partidos en la Rod Laver Arena        | Partidos en la Rod Laver Arena               | Partidos en la Rod Laver Arena       |
| Modalidad                                            | Ganadores                             | Perdedores                                   | Resultado                            |
| ---------------------------------------------------- | ------------------------------------- | -------------------------------------------- | ------------------------------------ |
| Individual femenino - Tercera ronda                  | Aryna Sabalenka [7]                   | Ann Li                                       | 6-3, 6-1                             |
| Individual femenino - Tercera ronda                  | Serena Williams [10]                  | Anastasia Potapova                           | 7-6(7-5), 6-2                        |
| Individual masculino - Tercera ronda                 | Alexander Zverev [6]                  | Adrian Mannarino [32]                        | 6-3, 6-3, 6-1                        |
| Individual femenino - Tercera ronda                  | Simona Halep [2]                      | Veronika Kudermétova [32]                    | 6-1, 6-3                             |
| Individual masculino - Tercera ronda                 | Novak Djokovic [1]                    | Taylor Fritz [27]                            | 7-6(7-1), 6-4, 3-6, 4-6, 6-2         |
| Partidos en la Margaret Court Arena                  |                                       |                                              |                                      |
| Modalidad                                            | Ganadores                             | Perdedores                                   | Resultado                            |
| Individual femenino - Tercera ronda                  | Markéta Vondroušová [19]              | Sorana Cîrstea                               | 6-2, 6-4                             |
| Individual femenino - Tercera ronda                  | Garbiñe Muguruza [14]                 | Zarina Diyas                                 | 6-1, 6-1                             |
| Individual masculino - Tercera ronda                 | Grigor Dimitrov [18]                  | Pablo Carreño [15]                           | 6-0, 1-0, ret.                       |
| Individual masculino - Tercera ronda                 | Félix Auger-Aliassime [20]            | Denis Shapovalov [11]                        | 7-5, 7-5, 6-3                        |
| Individual femenino - Tercera ronda                  | Iga Świątek [15]                      | Fiona Ferro                                  | 6-4, 6-3                             |
| Partidos en la Melbourne Arena                       |                                       |                                              |                                      |
| Modalidad                                            | Ganadores                             | Perdedores                                   | Resultado                            |
| Individual femenino - Tercera ronda                  | Su-Wei Hsieh                          | Sara Errani [Q]                              | 6-4, 2-6, 7-5                        |
| Individual femenino - Tercera ronda                  | Naomi Osaka [3]                       | Ons Jabeur [27]                              | 6-3, 6-2                             |
| Individual masculino - Tercera ronda                 | Aslán Karatsev [Q]                    | Diego Schwartzman [8]                        | 6-3, 6-3, 6-3                        |
| Individual masculino - Tercera ronda                 | Dominic Thiem [3]                     | Nick Kyrgios                                 | 4-6, 4-6, 6-3, 6-4, 6-4              |
| Partidos en la 1573 Arena                            |                                       |                                              |                                      |
| Modalidad                                            | Ganadores                             | Perdedores                                   | Resultado                            |
| Dobles masculino - Segunda ronda                     | Jamie Murray [6] Bruno Soares [6]     | Laslo Djere Stefano Travaglia                | 6-1, 6-2                             |
| Dobles femenino - Segunda ronda                      | Leylah Annie Fernandez Heather Watson | Olivia Gadecki [WC] Belinda Woolcock [WC]    | 7-5, 6-2                             |
| Dobles masculino - Segunda ronda                     | Aleksandr Búblik Andrey Golubev       | Salvatore Caruso [Alt] Emil Ruusuvuori [Alt] | 7-6(8-6), 7-5                        |
| Individual masculino - Tercera ronda                 | Milos Raonic [14]                     | Márton Fucsovics                             | 7-6(7-2), 5-7, 6-2, 6-2              |
| Fondo de color indica un partido de la rama femenina |                                       |                                              |                                      |

### Día 6 (13 de febrero)
- Cabezas de serie eliminados:
  - Individual masculino:  Karen Jachanov [19],  Álex de Miñaur [21],  Filip Krajinović [28]
  - Individual femenino:  Karolína Plíšková [6],  Belinda Bencic [11],  Anett Kontaveit [21],  Yulia Putintseva [26],  Ekaterina Alexandrova [29]
  - Dobles masculino:  Juan Sebastián Cabal /  Robert Farah [1],  Ken Skupski /  Neal Skupski [16]
  - Dobles femenino:  Su-Wei Hsieh /  Barbora Strýcová [1],  Kirsten Flipkens /  Andreja Klepač [14]
- Orden de juego

| Partidos en los estadios principales                 | Partidos en los estadios principales | Partidos en los estadios principales | Partidos en los estadios principales |
| Partidos en la Rod Laver Arena                       | Partidos en la Rod Laver Arena       | Partidos en la Rod Laver Arena       | Partidos en la Rod Laver Arena       |
| Modalidad                                            | Ganadores                            | Perdedores                           | Resultado                            |
| ---------------------------------------------------- | ------------------------------------ | ------------------------------------ | ------------------------------------ |
| Individual femenino - Tercera ronda                  | Karolína Muchová [25]                | Karolína Plíšková [6]                | 7-5, 7-5                             |
| Individual masculino - Tercera ronda                 | Daniil Medvédev [4]                  | Filip Krajinović [28]                | 6-3, 6-3, 4-6, 3-6, 6-0              |
| Individual femenino - Tercera ronda                  | Elise Mertens [18]                   | Belinda Bencic [11]                  | 6-2, 6-1                             |
| Individual femenino - Tercera ronda                  | Shelby Rogers                        | Anett Kontaveit [21]                 | 6-4, 6-3                             |
| Individual masculino - Tercera ronda                 | Rafael Nadal [2]                     | Cameron Norrie                       | 7-5, 6-2, 7-5                        |
| Partidos en la Margaret Court Arena                  |                                      |                                      |                                      |
| Modalidad                                            | Ganadores                            | Perdedores                           | Resultado                            |
| Individual femenino - Tercera ronda                  | Elina Svitólina [5]                  | Yulia Putintseva [26]                | 6-4, 6-0                             |
| Individual femenino - Tercera ronda                  | Donna Vekić [28]                     | Kaia Kanepi                          | 5-7, 7-6(7-2), 6-4                   |
| Individual masculino - Tercera ronda                 | Andréi Rubliov [8]                   | Feliciano López                      | 7-5, 6-2, 6-3                        |
| Individual femenino - Tercera ronda                  | Ashleigh Barty [1]                   | Ekaterina Alexandrova [29]           | 6-2, 6-4                             |
| Individual masculino - Tercera ronda                 | Fabio Fognini [16]                   | Álex de Miñaur [21]                  | 6-4, 6-3, 6-4                        |
| Partidos en la Melbourne Arena                       |                                      |                                      |                                      |
| Modalidad                                            | Ganadores                            | Perdedores                           | Resultado                            |
| Individual femenino - Tercera ronda                  | Jessica Pegula                       | Kristina Mladenovic                  | 6-2, 6-1                             |
| Individual femenino - Tercera ronda                  | Jennifer Brady [22]                  | Kaja Juvan [Q]                       | 6-1, 6-3                             |
| Individual masculino - Tercera ronda                 | Stefanos Tsitsipas [5]               | Mikael Ymer                          | 6-4, 6-1, 6-1                        |
| Individual masculino - Tercera ronda                 | Matteo Berrettini [9]                | Karen Jachanov [19]                  | 7-6(7-1), 7-6(7-5), 7-6(7-5)         |
| Partidos en la 1573 Arena                            |                                      |                                      |                                      |
| Modalidad                                            | Ganadores                            | Perdedores                           | Resultado                            |
| Dobles femenino - Segunda ronda                      | Bernarda Pera Rosalie van der Hoek   | Arantxa Rus Tamara Zidanšek          | 6-4, 6-4                             |
| Individual masculino - Tercera ronda                 | Casper Ruud [24]                     | Radu Albot                           | 6-1, 5-7, 6-4, 6-4                   |
| Dobles masculino - Segunda ronda                     | Marcus Daniell Philipp Oswald        | Dominik Koepfer Tennys Sandgren      | 7-6(7-4), 6-7(3-7), 6-2              |
| Dobles masculino - Segunda ronda                     | Marcelo Melo [7] Horia Tecău [7]     | Radu Albot Daniel Evans              | 6-1, 7-6(7-2)                        |
| Fondo de color indica un partido de la rama femenina |                                      |                                      |                                      |

### Día 7 (14 de febrero)
- Cabezas de serie eliminados:
  - Individual masculino:  Dominic Thiem [3],  Milos Raonic [14],  Félix Auger-Aliassime [20],  Dušan Lajović [23]
  - Individual femenino:  Aryna Sabalenka [7],  Garbiñe Muguruza [14],  Iga Świątek [15],  Markéta Vondroušová [19]
  - Dobles femenino:  Hayley Carter /  Luisa Stefani [12],  Laura Siegemund /  Vera Zvonareva [16]
  - Dobles mixto:  Barbora Strýcová /  Nikola Mektić [1]
- Orden de juego

| Partidos en los estadios principales                 | Partidos en los estadios principales | Partidos en los estadios principales      | Partidos en los estadios principales |
| Partidos en la Rod Laver Arena                       | Partidos en la Rod Laver Arena       | Partidos en la Rod Laver Arena            | Partidos en la Rod Laver Arena       |
| Modalidad                                            | Ganadores                            | Perdedores                                | Resultado                            |
| ---------------------------------------------------- | ------------------------------------ | ----------------------------------------- | ------------------------------------ |
| Individual femenino - Cuarta ronda                   | Naomi Osaka [3]                      | Garbiñe Muguruza [14]                     | 4-6, 6-4, 7-5                        |
| Individual femenino - Cuarta ronda                   | Serena Williams [10]                 | Aryna Sabalenka [7]                       | 6-4, 2-6, 6-4                        |
| Individual masculino - Cuarta ronda                  | Grigor Dimitrov [18]                 | Dominic Thiem [3]                         | 6-4, 6-4, 6-0                        |
| Individual femenino - Cuarta ronda                   | Simona Halep [2]                     | Iga Świątek [15]                          | 3-6, 6-1, 6-4                        |
| Individual masculino - Cuarta ronda                  | Novak Djokovic [1]                   | Milos Raonic [14]                         | 7-6(7-4), 4-6, 6-1, 6-4              |
| Partidos en la Margaret Court Arena                  |                                      |                                           |                                      |
| Modalidad                                            | Ganadores                            | Perdedores                                | Resultado                            |
| Individual femenino - Cuarta ronda                   | Su-Wei Hsieh                         | Markéta Vondroušová [19]                  | 6-4, 6-2                             |
| Individual masculino - Cuarta ronda                  | Aslán Karatsev [Q]                   | Félix Auger-Aliassime [20]                | 3-6, 1-6, 6-3, 6-3, 6-4              |
| Dobles masculino - Segunda ronda                     | Wesley Koolhof [4] Łukasz Kubot [4]  | Nick Kyrgios [WC] Thanasi Kokkinakis [WC] | 6-3, 6-4                             |
| Individual masculino - Cuarta ronda                  | Alexander Zverev [6]                 | Dušan Lajović [23]                        | 6-4, 7-6(7-5), 6-3                   |
| Fondo de color indica un partido de la rama femenina |                                      |                                           |                                      |

### Día 8 (15 de febrero)
- Cabezas de serie eliminados:
  - Individual masculino:  Matteo Berrettini [9],  Fabio Fognini [16],  Casper Ruud [24]
  - Individual femenino:  Elina Svitólina [5],  Elise Mertens [18],  Donna Vekić [28]
  - Dobles masculino:  Wesley Koolhof /  Mate Pavić [4],  Marcelo Melo /  Horia Tecău [7],  John Peers /  Michael Venus [10]
  - Dobles femenino:  Alexa Guarachi /  Desirae Krawczyk [9],  Lyudmyla Kichenok /  Jeļena Ostapenko [13]
  - Dobles mixto:  Nicole Melichar /  Robert Farah [2]
- Orden de juego

| Partidos en los estadios principales                 | Partidos en los estadios principales | Partidos en los estadios principales | Partidos en los estadios principales |
| Partidos en la Rod Laver Arena                       | Partidos en la Rod Laver Arena       | Partidos en la Rod Laver Arena       | Partidos en la Rod Laver Arena       |
| Modalidad                                            | Ganadores                            | Perdedores                           | Resultado                            |
| ---------------------------------------------------- | ------------------------------------ | ------------------------------------ | ------------------------------------ |
| Individual femenino - Cuarta ronda                   | Jessica Pegula                       | Elina Svitólina [5]                  | 6-4, 3-6, 6-3                        |
| Individual femenino - Cuarta ronda                   | Jennifer Brady [22]                  | Donna Vekić [28]                     | 6-1, 7-5                             |
| Individual masculino - Cuarta ronda                  | Rafael Nadal [2]                     | Fabio Fognini [16]                   | 6-3, 6-4, 6-2                        |
| Individual femenino - Cuarta ronda                   | Ashleigh Barty [1]                   | Shelby Rogers                        | 6-3, 6-4                             |
| Individual masculino - Cuarta ronda                  | Stefanos Tsitsipas [5]               | Matteo Berrettini [9]                | w/o                                  |
| Partidos en la Margaret Court Arena                  |                                      |                                      |                                      |
| Modalidad                                            | Ganadores                            | Perdedores                           | Resultado                            |
| Tenis adaptado - Quad individual - Semifinales       | Dylan Alcott [1]                     | Niels Vink                           | 6-4, 6-3                             |
| Individual masculino - Cuarta ronda                  | Daniil Medvédev [4]                  | Mackenzie McDonald [PR]              | 6-4, 6-2, 6-3                        |
| Individual masculino - Cuarta ronda                  | Andréi Rubliov [7]                   | Casper Ruud [24]                     | 6-2, 7-6(7-3), ret.                  |
| Individual femenino - Cuarta ronda                   | Karolína Muchová [25]                | Elise Mertens [18]                   | 7-6(7-5), 7-5                        |
| Fondo de color indica un partido de la rama femenina |                                      |                                      |                                      |

### Día 9 (16 de febrero)
- Cabezas de serie eliminados:
  - Individual masculino:  Alexander Zverev [6],  Grigor Dimitrov [18]
  - Individual femenino:  Simona Halep [2]
  - Dobles masculino:  Pierre-Hugues Herbert /  Nicolas Mahut [8]
  - Dobles femenino:  Shuko Aoyama /  Ena Shibahara [7]
  - Dobles mixto:  Luisa Stefani /  Bruno Soares [8]
- Orden de juego

| Partidos en los estadios principales                 | Partidos en los estadios principales | Partidos en los estadios principales        | Partidos en los estadios principales |
| Partidos en la Rod Laver Arena                       | Partidos en la Rod Laver Arena       | Partidos en la Rod Laver Arena              | Partidos en la Rod Laver Arena       |
| Modalidad                                            | Ganadores                            | Perdedores                                  | Resultado                            |
| ---------------------------------------------------- | ------------------------------------ | ------------------------------------------- | ------------------------------------ |
| Individual femenino - Cuartos de final               | Naomi Osaka [3]                      | Su-Wei Hsieh                                | 6-2, 6-2                             |
| Individual masculino - Cuartos de final              | Aslán Karatsev [Q]                   | Grigor Dimitrov [18]                        | 2-6, 6-4, 6-1, 6-2                   |
| Individual femenino - Cuartos de final               | Serena Williams [10]                 | Simona Halep [2]                            | 6-3, 6-3                             |
| Individual masculino - Cuartos de final              | Novak Djokovic [1]                   | Alexander Zverev [6]                        | 6-7(6-8), 6-2, 6-4, 7-6(8-6)         |
| Partidos en la Margaret Court Arena                  |                                      |                                             |                                      |
| Modalidad                                            | Ganadores                            | Perdedores                                  | Resultado                            |
| Tenis adaptado - Quad dobles - Final                 | Dylan Alcott [1] Heath Davidson [1]  | Andy Lapthorne [2] David Wagner [2]         | 6-2, 3-6, [10-7]                     |
| Dobles femenino - Cuartos de final                   | Nicole Melichar [4] Demi Schuurs [4] | Cori Gauff Caty McNally                     | 7-6(7-4), 6-1                        |
| Dobles mixto - Segunda ronda                         | Desirae Krawczyk Joe Salisbury       | Vera Zvonareva Marcelo Melo                 | 6-4, 6-4                             |
| Dobles masculino - Cuartos de final                  | Nikola Mektić [2] Mate Pavić [2]     | Pierre-Hugues Herbert [8] Nicolas Mahut [8] | 6-4, 4-6, 7-6(10-3)                  |
| Fondo de color indica un partido de la rama femenina |                                      |                                             |                                      |

### Día 10 (17 de febrero)
- Cabezas de serie eliminados:
  - Individual masculino:  Rafael Nadal [2],  Andréi Rubliov [7]
  - Individual femenino:  Ashleigh Barty [1]
  - Dobles femenino:  Nicole Melichar /  Demi Schuurs [4]
  - Dobles mixto:  Gabriela Dabrowski /  Mate Pavić [3]
- Orden de juego

| Partidos en los estadios principales                 | Partidos en los estadios principales  | Partidos en los estadios principales  | Partidos en los estadios principales |
| Partidos en la Rod Laver Arena                       | Partidos en la Rod Laver Arena        | Partidos en la Rod Laver Arena        | Partidos en la Rod Laver Arena       |
| Modalidad                                            | Ganadores                             | Perdedores                            | Resultado                            |
| ---------------------------------------------------- | ------------------------------------- | ------------------------------------- | ------------------------------------ |
| Individual femenino - Cuartos de final               | Karolína Muchová [25]                 | Ashleigh Barty [1]                    | 1-6, 6-3, 6-2                        |
| Individual femenino - Cuartos de final               | Jennifer Brady [22]                   | Jessica Pegula                        | 4-6, 6-2, 6-1                        |
| Individual masculino - Cuartos de final              | Daniil Medvédev [4]                   | Andréi Rubliov [7]                    | 7-5, 6-3, 6-2                        |
| Individual masculino - Cuartos de final              | Stefanos Tsitsipas [5]                | Rafael Nadal [2]                      | 3-6, 2-6, 7-6(7-4), 6-4, 7-5         |
| Partidos en la Margaret Court Arena                  |                                       |                                       |                                      |
| Modalidad                                            | Ganadores                             | Perdedores                            | Resultado                            |
| Dobles masculino - Cuartos de final                  | Rajeev Ram [5] Joe Salisbury [5]      | Marcus Daniell Philipp Oswald         | 7-6(8-6), 6-2                        |
| Dobles femenino - Semifinales                        | Elise Mertens [2] Aryna Sabalenka [2] | Nicole Melichar [4] Demi Schuurs [4]  | 7-5, 6-4                             |
| Dobles masculino - Cuartos de final                  | Jamie Murray [6] Bruno Soares [6]     | Marcelo Arévalo Matwé Middelkoop      | 6-3, 6-4                             |
| Dobles mixto - Cuartos de final                      | Storm Sanders [WC] Marc Polmans [WC]  | Arina Rodiónova [WC] Max Purcell [WC] | 4-6, 7-5, [10-8]                     |
| Tenis adaptado - Quad individual - Final             | Dylan Alcott [1]                      | Sam Schröder                          | 6-1, 6-0                             |
| Fondo de color indica un partido de la rama femenina |                                       |                                       |                                      |

### Día 11 (18 de febrero)
- Cabezas de serie eliminados:
  - Individual femenino:  Serena Williams [10],  Karolína Muchová [25]
  - Dobles masculino:  Nikola Mektić /  Mate Pavić [2]
- Orden de juego

| Partidos en los estadios principales                 | Partidos en los estadios principales    | Partidos en los estadios principales   | Partidos en los estadios principales |
| Partidos en la Rod Laver Arena                       | Partidos en la Rod Laver Arena          | Partidos en la Rod Laver Arena         | Partidos en la Rod Laver Arena       |
| Modalidad                                            | Ganadores                               | Perdedores                             | Resultado                            |
| ---------------------------------------------------- | --------------------------------------- | -------------------------------------- | ------------------------------------ |
| Dobles mixto - Cuartos de final                      | Samantha Stosur [WC] Matthew Ebden [WC] | Hayley Carter [Alt] Sander Gillé [Alt] | 6-3, 6-2                             |
| Individual femenino - Semifinales                    | Naomi Osaka [3]                         | Serena Williams [10]                   | 6-3, 6-4                             |
| Individual femenino - Semifinales                    | Jennifer Brady [22]                     | Karolína Muchová [25]                  | 6-4, 3-6, 6-4                        |
| Individual masculino - Semifinales                   | Novak Djokovic [1]                      | Aslán Karatsev [Q]                     | 6-3, 6-4, 6-2                        |
| Partidos en la Margaret Court Arena                  |                                         |                                        |                                      |
| Modalidad                                            | Ganadores                               | Perdedores                             | Resultado                            |
| Dobles mixto - Cuartos de final                      | Desirae Krawczyk Joe Salisbury          | Andreja Klepač Neal Skupski            | 6-3, 6-4                             |
| Dobles mixto - Semifinales                           | Barbora Krejčíková [6] Rajeev Ram [6]   | Storm Sanders [WC] Marc Polmans [WC]   | 6-3, 6-3                             |
| Dobles masculino - Semifinales                       | Ivan Dodig [9] Filip Polášek [9]        | Nikola Mektić [2] Mate Pavić [2]       | 4-6, 6-4, 6-3                        |
| Fondo de color indica un partido de la rama femenina |                                         |                                        |                                      |

### Día 12 (19 de febrero)
- Cabezas de serie eliminados:
  - Individual masculino:  Stefanos Tsitsipas [5]
  - Dobles masculino:  Jamie Murray /  Bruno Soares [6]
  - Dobles femenino:  Barbora Krejčíková /  Kateřina Siniaková [3]
- Orden de juego

| Partidos en los estadios principales                 | Partidos en los estadios principales  | Partidos en los estadios principales          | Partidos en los estadios principales |
| Partidos en la Rod Laver Arena                       | Partidos en la Rod Laver Arena        | Partidos en la Rod Laver Arena                | Partidos en la Rod Laver Arena       |
| Modalidad                                            | Ganadores                             | Perdedores                                    | Resultado                            |
| ---------------------------------------------------- | ------------------------------------- | --------------------------------------------- | ------------------------------------ |
| Dobles masculino - Semifinales                       | Rajeev Ram [5] Joe Salisbury [5]      | Jamie Murray [6] Bruno Soares [6]             | 6-4, 7-6(7-2)                        |
| Dobles femenino - Final                              | Elise Mertens [2] Aryna Sabalenka [2] | Barbora Krejčíková [3] Kateřina Siniaková [3] | 6-2, 6-3                             |
| Individual masculino - Semifinales                   | Daniil Medvédev [4]                   | Stefanos Tsitsipas [5]                        | 6-4, 6-2, 7-5                        |
| Fondo de color indica un partido de la rama femenina |                                       |                                               |                                      |

### Día 13 (20 de febrero)
- Cabezas de serie eliminados:
  - Individual femenino:  Jennifer Brady [22]
- Orden de juego

| Partidos en los estadios principales                 | Partidos en los estadios principales  | Partidos en los estadios principales    | Partidos en los estadios principales |
| Partidos en la Rod Laver Arena                       | Partidos en la Rod Laver Arena        | Partidos en la Rod Laver Arena          | Partidos en la Rod Laver Arena       |
| Modalidad                                            | Ganadores                             | Perdedores                              | Resultado                            |
| ---------------------------------------------------- | ------------------------------------- | --------------------------------------- | ------------------------------------ |
| Individual femenino - Final                          | Naomi Osaka [3]                       | Jennifer Brady [22]                     | 6-4, 6-3                             |
| Dobles mixto - Final                                 | Barbora Krejčíková [6] Rajeev Ram [6] | Samantha Stosur [WC] Matthew Ebden [WC] | 6-1, 6-4                             |
| Fondo de color indica un partido de la rama femenina |                                       |                                         |                                      |

### Día 14 (21 de febrero)
- Cabezas de serie eliminados:
  - Individual masculino:  Daniil Medvédev [4]
  - Dobles masculino:  Rajeev Ram /  Joe Salisbury [5]
- Orden de juego

| Partidos en los estadios principales                 | Partidos en los estadios principales | Partidos en los estadios principales | Partidos en los estadios principales |
| Partidos en la Rod Laver Arena                       | Partidos en la Rod Laver Arena       | Partidos en la Rod Laver Arena       | Partidos en la Rod Laver Arena       |
| Modalidad                                            | Ganadores                            | Perdedores                           | Resultado                            |
| ---------------------------------------------------- | ------------------------------------ | ------------------------------------ | ------------------------------------ |
| Dobles masculino - Final                             | Ivan Dodig [9] Filip Polášek [9]     | Rajeev Ram [5] Joe Salisbury [5]     | 6-3, 6-4                             |
| Individual masculino - Final                         | Novak Djokovic [1]                   | Daniil Medvédev [4]                  | 7-5, 6-2, 6-2                        |
| Fondo de color indica un partido de la rama femenina |                                      |                                      |                                      |

## Cabezas de serie
Las siguientes tablas muestran a los cabezas de serie y los jugadores que no se presentaron en el torneo. Los cabezas de serie (columna Nº) se determinaron en base a las clasificaciones ATP y WTA correspondientes al 1 de febrero de 2021. La Clasificación y los Puntos son los correspondientes a las clasificaciones ATP y WTA del 8 de febrero de 2021. Si la diferencia entre Puntos ganados y Puntos por defender es positiva (mayor que 0) entonces Nuevos Puntos = Puntos + (Puntos ganados - Puntos por defender) y si no: Nuevos Puntos = Puntos. Así, se premia a quienes consigan más puntos respecto a los obtenidos en la edición anterior sin que por ello se penalice a quienes consigan menos puntos o no hayan concurrido  a la presente edición por el motivo que sea.

### Individual masculino
| N° | Clasif | Jugador               | Puntos | Puntos por defender | Puntos ganados | Nuevos puntos | Ronda hasta la que avanzó en el torneo                |
| -- | ------ | --------------------- | ------ | ------------------- | -------------- | ------------- | ----------------------------------------------------- |
| 1  | 1      | Novak Djokovic        | 12 030 | 2000                | 2000           | 12 030        | Campeón, venció a Daniil Medvédev [4]                 |
| 2  | 2      | Rafael Nadal          | 9850   | 360                 | 360            | 9850          | Cuartos de final, perdió ante Stefanos Tsitsipas [5]  |
| 3  | 3      | Dominic Thiem         | 9125   | 1200                | 180            | 9125          | Cuarta ronda, perdió ante Grigor Dimitrov [18]        |
| 4  | 4      | Daniil Medvédev       | 8715   | 180                 | 1200           | 9735          | Final, perdió ante Novak Djokovic [1]                 |
| 5  | 6      | Stefanos Tsitsipas    | 5965   | 90                  | 720            | 6595          | Semifinales, perdió ante Daniil Medvédev [4]          |
| 6  | 7      | Alexander Zverev      | 5615   | 720                 | 360            | 5615          | Cuartos de final, perdió ante Novak Djokovic [1]      |
| 7  | 8      | Andréi Rubliov        | 4429   | 180                 | 360            | 4609          | Cuartos de final, perdió ante Daniil Medvédev [4]     |
| 8  | 9      | Diego Schwartzman     | 3480   | 180                 | 90             | 3480          | Tercera ronda, perdió ante Aslán Karatsev [Q]         |
| 9  | 10     | Matteo Berrettini     | 3345   | 45                  | 180            | 3480          | Cuarta ronda, se retiró ante Stefanos Tsitsipas [5]   |
| 10 | 11     | Gaël Monfils          | 2860   | 180                 | 10             | 2860          | Primera ronda, perdió ante Emil Ruusuvuori            |
| 11 | 12     | Denis Shapovalov      | 2830   | 10                  | 90             | 2910          | Tercera ronda, perdió ante Félix Auger-Aliassime [20] |
| 12 | 13     | Roberto Bautista      | 2710   | 90                  | 10             | 2710          | Primera ronda, perdió ante Radu Albot                 |
| 13 | 15     | David Goffin          | 2600   | 90                  | 10             | 2600          | Primera ronda, perdió ante Alexei Popyrin [WC]        |
| 14 | 14     | Milos Raonic          | 2630   | 360                 | 180            | 2630          | Cuarta ronda, perdió ante Novak Djokovic [1]          |
| 15 | 16     | Pablo Carreño         | 2585   | 90                  | 90             | 2585          | Tercera ronda, se retiró ante Grigor Dimitrov [18]    |
| 16 | 17     | Fabio Fognini         | 2535   | 180                 | 180            | 2535          | Cuarta ronda, perdió ante Rafael Nadal [2]            |
| 17 | 18     | Stan Wawrinka         | 2365   | 360                 | 45             | 2365          | Segunda ronda, perdió ante Márton Fucsovics           |
| 18 | 21     | Grigor Dimitrov       | 2260   | 45                  | 360            | 2575          | Cuartos de final, perdió ante Aslán Karatsev [Q]      |
| 19 | 20     | Karen Jachanov        | 2290   | 90                  | 90             | 2290          | Tercera ronda, perdió ante Matteo Berrettini [9]      |
| 20 | 19     | Félix Auger-Aliassime | 2346   | 10                  | 180            | 2516          | Cuarta ronda, perdió ante Aslán Karatsev [Q]          |
| 21 | 23     | Álex de Miñaur        | 2065   | 0                   | 90             | 2155          | Tercera ronda, perdió ante Fabio Fognini [16]         |
| 22 | 25     | Borna Ćorić           | 1855   | 10                  | 45             | 1890          | Segunda ronda, perdió ante Mackenzie McDonald [PR]    |
| 23 | 27     | Dušan Lajović         | 1785   | 90                  | 180            | 1875          | Cuarta ronda, perdió ante Alexander Zverev [6]        |
| 24 | 28     | Casper Ruud           | 1739   | 10                  | 180            | 1909          | Cuarta ronda, se retiró ante Andréi Rubliov [7]       |
| 25 | 29     | Benoît Paire          | 1738   | 45                  | 10             | 1738          | Primera ronda, perdió ante Egor Gerasimov             |
| 26 | 30     | Hubert Hurkacz        | 1735   | 45                  | 10             | 1735          | Primera ronda, perdió ante Mikael Ymer                |
| 27 | 31     | Taylor Fritz          | 1695   | 90                  | 90             | 1695          | Tercera ronda, perdió ante Novak Djokovic [1]         |
| 28 | 33     | Filip Krajinović      | 1673   | 45                  | 90             | 1718          | Tercera ronda, perdió ante Daniil Medvédev [4]        |
| 29 | 34     | Ugo Humbert           | 1671   | 10                  | 45             | 1706          | Segunda ronda, perdió ante Nick Kyrgios               |
| 30 | 26     | Daniel Evans          | 1794   | 45                  | 10             | 1794          | Primera ronda, peridió ante Cameron Norrie            |
| 31 | 35     | Lorenzo Sonego        | 1588   | 10                  | 45             | 1623          | Segunda ronda, perdió ante Feliciano López            |
| 32 | 36     | Adrian Mannarino      | 1561   | 10                  | 90             | 1641          | Tercera ronda, perdió ante Alexander Zverev [6]       |

#### Bajas masculinas notables
| Clasif | Jugador         | Puntos | Puntos por defender | Puntos ganados | Nuevos puntos | Motivo                |
| ------ | --------------- | ------ | ------------------- | -------------- | ------------- | --------------------- |
| 5      | Roger Federer   | 6630   | 720                 | 0              | 5910          | Lesión en la rodilla. |
| 22     | Christian Garín | 2135   | 45                  | 0              | 2180          | Lesión en la muñeca.  |
| 24     | John Isner      | 1845   | 45                  | 0              | 1800          | Motivos personales.   |

### Individual femenino
| N° | Clasif | Jugadora              | Puntos | Puntos por defender | Puntos ganados | Nuevos puntos | Ronda hasta la que avanzó en el torneo              |
| -- | ------ | --------------------- | ------ | ------------------- | -------------- | ------------- | --------------------------------------------------- |
| 1  | 1      | Ashleigh Barty        | 9186   | 780                 | 430            | 9186          | Cuartos de final, perdió ante Karolína Muchová [25] |
| 2  | 2      | Simona Halep          | 7255   | 780                 | 430            | 7255          | Cuartos de final, perdió ante Serena Williams [10]  |
| 3  | 3      | Naomi Osaka           | 5965   | 130                 | 2000           | 7835          | Campeona, venció a Jennifer Brady [22]              |
| 4  | 4      | Sofia Kenin           | 5760   | 2000                | 70             | 5760          | Segunda ronda, perdió ante Kaia Kanepi              |
| 5  | 5      | Elina Svitólina       | 5260   | 130                 | 240            | 5370          | Cuarta ronda, perdió ante Jessica Pegula            |
| 6  | 6      | Karolína Plíšková     | 5205   | 130                 | 130            | 5205          | Tercera ronda, perdió ante Karolína Muchová [25]    |
| 7  | 7      | Aryna Sabalenka       | 4580   | 10                  | 240            | 4810          | Cuarta ronda, perdió ante Serena Williams [10]      |
| 8  | 9      | Bianca Andreescu      | 4555   | -                   | 70             | 4625          | Segunda ronda, perdió ante Su-Wei Hsieh             |
| 9  | 8      | Petra Kvitová         | 4571   | 430                 | 70             | 4571          | Segunda ronda, perdió ante Sorana Cîrstea           |
| 10 | 11     | Serena Williams       | 4265   | 130                 | 780            | 4915          | Semifinales, perdió ante Naomi Osaka [3]            |
| 11 | 12     | Belinda Bencic        | 4010   | 130                 | 130            | 4010          | Tercera ronda, perdió ante Elise Mertens [18]       |
| 12 | 13     | Victoria Azárenka     | 3525   | -                   | 10             | 3535          | Primera ronda, perdió ante Jessica Pegula           |
| 13 | 15     | Johanna Konta         | 3206   | 10                  | 10             | 3206          | Primera ronda, se retiró ante Kaja Juvan [Q]        |
| 14 | 14     | Garbiñe Muguruza      | 3320   | 1300                | 240            | 3320          | Cuarta ronda, perdió ante Naomi Osaka [3]           |
| 15 | 17     | Iga Świątek           | 3015   | 240                 | 240            | 3015          | Cuarta ronda, perdió ante Simona Halep [2]          |
| 16 | 19     | Petra Martić          | 2850   | 70                  | 10             | 2850          | Primera ronda, perdió ante Olga Danilović [Q]       |
| 17 | 21     | Elena Rybakina        | 2718   | 130                 | 70             | 2718          | Segunda ronda, perdió ante Fiona Ferro              |
| 18 | 16     | Elise Mertens         | 3060   | 240                 | 240            | 3060          | Cuarta ronda, perdió ante Karolína Muchová [25]     |
| 19 | 20     | Markéta Vondroušová   | 2722   | 10                  | 240            | 2952          | Cuarta ronda, perdió ante Su-Wei Hsieh              |
| 20 | 23     | María Sákkari         | 2570   | 240                 | 10             | 2570          | Primera ronda, perdió ante Kristina Mladenovic      |
| 21 | 22     | Anett Kontaveit       | 2575   | 430                 | 130            | 2575          | Tercera ronda, perdió ante Shelby Rogers            |
| 22 | 24     | Jennifer Brady        | 2475   | 10                  | 1300           | 3765          | Final, perdió ante Naomi Osaka [3]                  |
| 23 | 25     | Angelique Kerber      | 2370   | 240                 | 10             | 2370          | Primera ronda, perdió ante Bernarda Pera            |
| 24 | 26     | Alison Riske          | 2256   | 240                 | 10             | 2256          | Primera ronda, perdió ante Anastasia Potapova       |
| 25 | 27     | Karolína Muchová      | 2135   | 70                  | 780            | 2845          | Semifinales, perdió ante Jennifer Brady [22]        |
| 26 | 28     | Yulia Putintseva      | 2015   | 130                 | 130            | 2015          | Tercera ronda, perdió ante Elina Svitólina [5]      |
| 27 | 30     | Ons Jabeur            | 1915   | 430                 | 130            | 1915          | Tercera ronda, perdió ante Naomi Osaka [3]          |
| 28 | 33     | Donna Vekić           | 1880   | 130                 | 240            | 1990          | Cuarta ronda, perdió ante Jennifer Brady [22]       |
| 29 | 32     | Ekaterina Alexandrova | 1900   | 130                 | 130            | 1900          | Tercera ronda, perdió ante Ashleigh Barty [1]       |
| 30 | 34     | Qiang Wang            | 1735   | 240                 | 10             | 1735          | Primera ronda, perdió ante Sara Errani [Q]          |
| 31 | 35     | Shuai Zhang           | 1693   | 130                 | 10             | 1693          | Primera ronda, perdió ante Ann Li                   |
| 32 | 36     | Veronika Kudermétova  | 1680   | 10                  | 130            | 1800          | Tercera ronda, perdió ante Simona Halep [2]         |

#### Bajas femeninas notables
| Clasif | Jugadora          | Puntos | Puntos por defender | Puntos ganados | Nuevos puntos | Motivo                       |
| ------ | ----------------- | ------ | ------------------- | -------------- | ------------- | ---------------------------- |
| 10     | Kiki Bertens      | 4505   | 240                 | 0              | 4265          | Lesión en el pie.            |
| 16     | Madison Keys      | 2962   | 130                 | 0              | 2832          | Test positivo de Coronavirus |
| 29     | Dayana Yastremska | 1925   | 70                  | 0              | 1855          | Suspendida por la ITF        |
| 31     | Amanda Anisimova  | 1905   | 10                  | 0              | 1895          | Test positivo de Coronavirus |

## Cabezas de serie dobles
| Jugadores             | Jugadores              | Clasif | N.º |
| --------------------- | ---------------------- | ------ | --- |
| Juan Sebastián Cabal  | Robert Farah           | 3      | 1   |
| Nikola Mektić         | Mate Pavić             | 10     | 2   |
| Marcel Granollers     | Horacio Zeballos       | 14     | 3   |
| Wesley Koolhof        | Łukasz Kubot           | 14     | 4   |
| Rajeev Ram            | Joe Salisbury          | 27     | 5   |
| Jamie Murray          | Bruno Soares           | 30     | 6   |
| Marcelo Melo          | Horia Tecău            | 31     | 7   |
| Pierre-Hugues Herbert | Nicolas Mahut          | 33     | 8   |
| Ivan Dodig            | Filip Polášek          | 33     | 9   |
| John Peers            | Michael Venus          | 41     | 10  |
| Henri Kontinen        | Édouard Roger-Vasselin | 45     | 11  |
| Jérémy Chardy         | Fabrice Martin         | 60     | 12  |
| Robin Haase           | Oliver Marach          | 64     | 13  |
| Sander Gillé          | Joran Vliegen          | 75     | 14  |
| Max Purcell           | Luke Saville           | 77     | 15  |
| Ken Skupski           | Neal Skupski           | 84     | 16  |

| Jugadoras          | Jugadoras             | Clasif | N.º |
| ------------------ | --------------------- | ------ | --- |
| Su-Wei Hsieh       | Barbora Strýcová      | 3      | 1   |
| Elise Mertens      | Aryna Sabalenka       | 11     | 2   |
| Barbora Krejčíková | Kateřina Siniaková    | 15     | 3   |
| Nicole Melichar    | Demi Schuurs          | 23     | 4   |
| Hao-Ching Chan     | Yung-Jan Chan         | 30     | 5   |
| Gabriela Dabrowski | Bethanie Mattek-Sands | 32     | 6   |
| Shuko Aoyama       | Ena Shibahara         | 38     | 7   |
| Yingying Duan      | Saisai Zheng          | 47     | 8   |
| Alexa Guarachi     | Desirae Krawczyk      | 51     | 9   |
| Samantha Stosur    | Shuai Zhang           | 60     | 10  |
| Yifan Xu           | Zhaoxuan Yang         | 64     | 11  |
| Hayley Carter      | Luisa Stefani         | 65     | 12  |
| Lyudmyla Kichenok  | Jeļena Ostapenko      | 67     | 13  |
| Kirsten Flipkens   | Andreja Klepač        | 72     | 14  |
| Anna Blinkova      | Veronika Kudermétova  | 75     | 15  |
| Laura Siegemund    | Vera Zvonareva        | 76     | 16  |

### Dobles mixto
| Jugadores          | Jugadores            | Clasif | N.º |
| ------------------ | -------------------- | ------ | --- |
| Barbora Strýcová   | Nikola Mektić        | 8      | 1   |
| Nicole Melichar    | Robert Farah         | 12     | 2   |
| Gabriela Dabrowski | Mate Pavić           | 13     | 3   |
| Hao-Ching Chan     | Juan Sebastián Cabal | 18     | 4   |
| Demi Schuurs       | Wesley Koolhof       | 19     | 5   |
| Barbora Krejčíková | Rajeev Ram           | 22     | 6   |
| Yung-Jan Chan      | Ivan Dodig           | 32     | 7   |
| Luisa Stefani      | Bruno Soares         | 36     | 8   |

## Invitados
| - Christopher O'Connell - Alex Bolt - Thanasi Kokkinakis - Andy Murray - Sumit Nagal - Marc Polmans - Aleksandar Vukic | - Destanee Aiava - Lizette Cabrera - Daria Gavrilova - Maddison Inglis - Arina Rodionova - Astra Sharma - Samantha Stosur - Xiyu Wang |

| - James Duckworth / Marc Polmans - Matthew Ebden / John-Patrick Smith - Andrew Harris / Alexei Popyrin - Thanasi Kokkinakis / Nick Kyrgios - Ji-Sung Nam / Min-Kyu Song - Stefanos Tsitsipas / Petros Tsitsipas | - Destanee Aiava / Astra Sharma - Kimberly Birrell / Jaimee Fourlis - Lizette Cabrera / Maddison Inglis - Olivia Gadecki / Belinda Woolcock - Daria Gavrilova / Ellen Perez - Simona Halep / Charlotte Kempenaers-Pocz - Abbie Myers / Ivana Popovic |

### Dobles mixto
- Asia Muhammad /  Luke Saville
- Ellen Perez /  Andrew Harris
- Ivana Popovic /  Aleksandar Vukic
- Arina Rodionova /  Max Purcell
- Storm Sanders /  Marc Polmans
- Astra Sharma /  John-Patrick Smith
- Samantha Stosur /  Matthew Ebden
- Belinda Woolcock /  John Peers

## Clasificación
| 1. Frederico Ferreira Silva 2. Carlos Alcaraz 3. Aslán Karatsev 4. Sergiy Stakhovsky 5. Elias Ymer 6. Quentin Halys 7. Kimmer Coppejans 8. Michael Mmoh 9. Tomáš Macháč 10. Mario Vilella 11. Viktor Troicki 12. Román Safiulin 13. Botic van de Zandschulp 14. Bernard Tomic 15. Henri Laaksonen 16. Maxime Cressy | 1. Tímea Babos 2. Clara Burel 3. Elisabetta Cocciaretto 4. Olga Danilović 5. Sara Errani 6. Mayo Hibi 7. Francesca Jones 8. Kaja Juvan 9. Rebecca Marino 10. Greet Minnen 11. Whitney Osuigwe 12. Chloé Paquet 13. Tsvetana Pironkova 14. Liudmila Samsónova 15. Valeria Savinykh 16. Mayar Sherif |

## Ranking protegido
Los siguientes jugadores entraron directamente al cuadro principal al usar su ranking protegido:
| Individual masculino - Yen-Hsun Lu (PR 71) - Mackenzie McDonald (PR 83) | Individual femenino - Mona Barthel (SR 101) - Katie Boulter (PR 85) - Yaroslava Shvédova (PR 47) - Vera Zvonareva (PR 78) |

## Campeones defensores
| Evento               | Campeones de 2020                | Campeones de 2021             |
| -------------------- | -------------------------------- | ----------------------------- |
| Individual masculino | Novak Djokovic                   | Novak Djokovic                |
| Individual femenino  | Sofia Kenin                      | Naomi Osaka                   |
| Dobles masculino     | Rajeev Ram Joe Salisbury         | Ivan Dodig Filip Polášek      |
| Dobles femenino      | Tímea Babos Kristina Mladenovic  | Elise Mertens Aryna Sabalenka |
| Dobles mixto         | Barbora Krejčíková Nikola Mektić | Barbora Krejčíková Rajeev Ram |

## Campeones

### Sénior

#### Individual masculino
Novak Djokovic  venció a  Daniil Medvédev por 7-5, 6-2, 6-2

#### Individual femenino
Naomi Osaka venció a  Jennifer Brady por 6-4, 6-3

#### Dobles masculino
Ivan Dodig /  Filip Polášek vencieron a  Rajeev Ram /  Joe Salisbury por 6-3, 6-4

#### Dobles femenino
Elise Mertens /  Aryna Sabalenka vencieron a  Barbora Krejčíková /  Kateřina Siniaková por 6-2, 6-3

#### Dobles mixto
Barbora Krejčíková /  Rajeev Ram vencieron a  Samantha Stosur /  Matthew Ebden por 6-1, 6-4

### Tenis adaptado

#### Individual masculino
Joachim Gérard venció a  Alfie Hewett por 6-0, 4-6, 6-4

#### Individual femenino
Diede de Groot venció a  Yui Kamiji por 6-3, 6-7(4-7), 7-6(10-4)

#### Quad individual
Dylan Alcott venció a  Sam Schröder por 6-1, 6-0

#### Dobles masculino
Alfie Hewett /  Gordon Reid vencieron a  Stéphane Houdet /  Nicolas Peifer por 7-5, 7-6(7-3)

#### Dobles femenino
Diede de Groot /  Aniek van Koot vencieron a  Kgothatso Montjane /  Lucy Shuker por 6-4, 6-1

#### Quad dobles
Dylan Alcott /  Heath Davidson vencieron a  Andy Lapthorne /  David Wagner por 6-2, 3-6, [10-7]